# Liste der Monuments historiques in Landéda
Die Liste der Monuments historiques in Landéda führt die Monuments historiques in der französischen Gemeinde Landéda auf.

## Liste der Bauwerke
| Bezeichnung                          | Beschreibung                                                  | Standort | Kennzeichnung | Schutzstatus | Datum | Bild           |
| ------------------------------------ | ------------------------------------------------------------- | -------- | ------------- | ------------ | ----- | -------------- |
| Ehemalige Abtei Notre-Dame des Anges |                                                               | (Lage)   | PA29000046    | Inscrit      | 2002  | weitere Bilder |
| Château de Troménec (Schloss)        | nur die Schlosskapelle ist als Monument historique eingestuft | (Lage)   | PA00090024    | Inscrit      | 1926  | weitere Bilder |
| Fort Cézon                           |                                                               | (Lage)   | PA29000093    | Inscrit      | 2015  | weitere Bilder |
| Île Guennoc                          |                                                               | (Lage)   | PA00090025    | Classé       | 1964  |                |

## Liste der Objekte
- Monuments historiques (Objekte) in Landéda in der Base Palissy des französischen Kultusministeriums